# Liste der Kulturdenkmäler in Obererbach (bei Montabaur)
In der Liste der Kulturdenkmäler in Obererbach sind alle Kulturdenkmäler der rheinland-pfälzischen Ortsgemeinde Obererbach aufgeführt. Grundlage ist die Denkmalliste des Landes Rheinland-Pfalz (Stand: 21. Dezember 2021).

## Einzeldenkmäler
| Bezeichnung                            | Lage                   | Baujahr                           | Beschreibung                                                                         | Bild                           |
| -------------------------------------- | ---------------------- | --------------------------------- | ------------------------------------------------------------------------------------ | ------------------------------ |
| Katholische Kapelle St. Johann Baptist | Hauptstraße Lage       | 1883                              | dreiachsiger Saalbau, 1883, später verlängert, jüngerer Flankenturm; mit Ausstattung | weitere Bilder Fotos hochladen |
| Wohnhaus                               | Unterdorfstraße 2 Lage | erste Hälfte des 18. Jahrhunderts | Fachwerkhaus, teilweise massiv und verkleidet, erste Hälfte des 18. Jahrhunderts     | Fotos hochladen                |